# Caffè San Marco
Il Caffè San Marco è un locale storico sito a Trieste, in via Battisti 18, nel rione di Barriera Nuova. Fondato il 3 gennaio del 1914, il locale è celebre per essere sempre stato uno dei principali ritrovi degli intellettuali della città.

## Storia

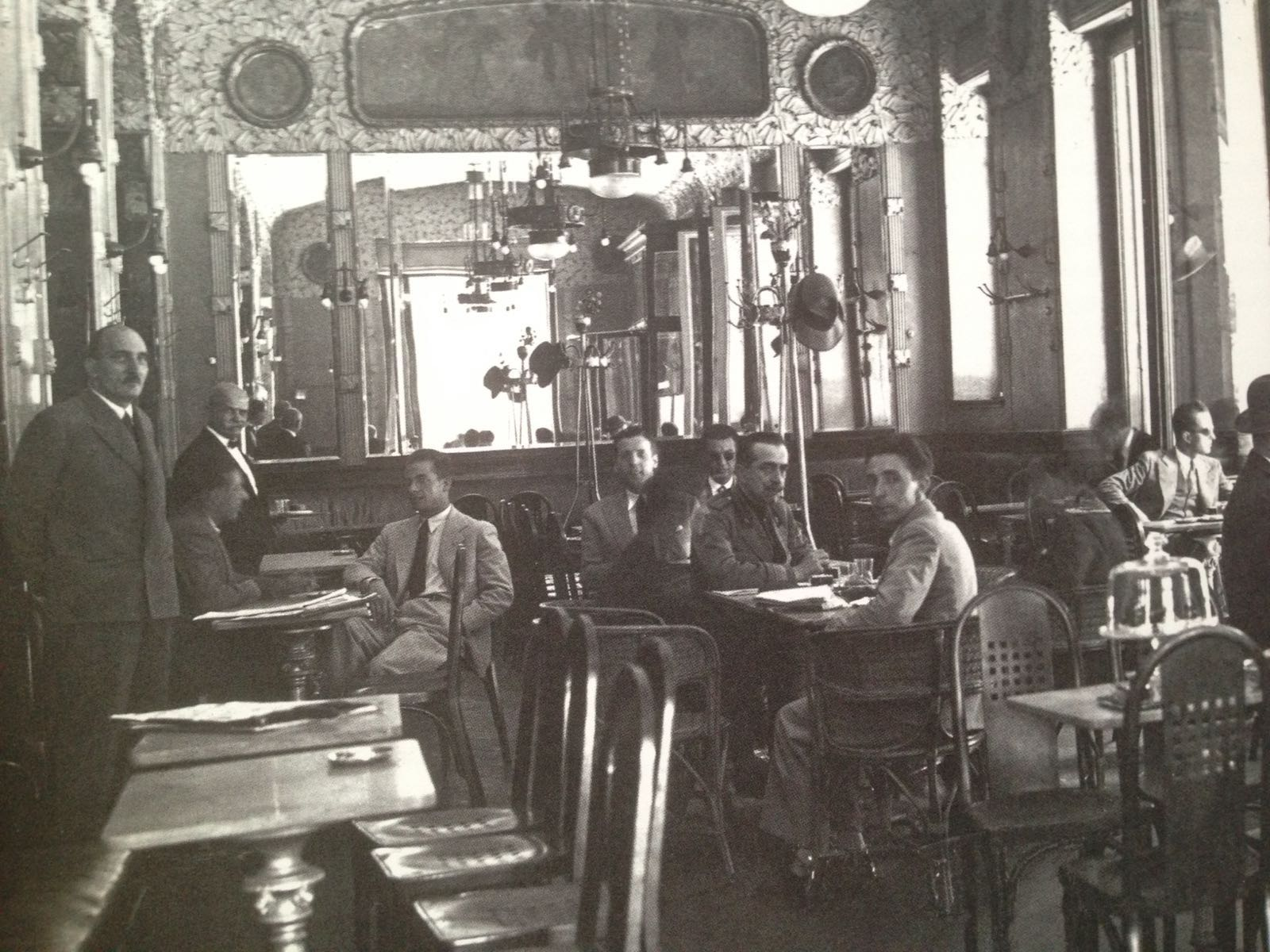
Foto storica del Caffè San Marco.

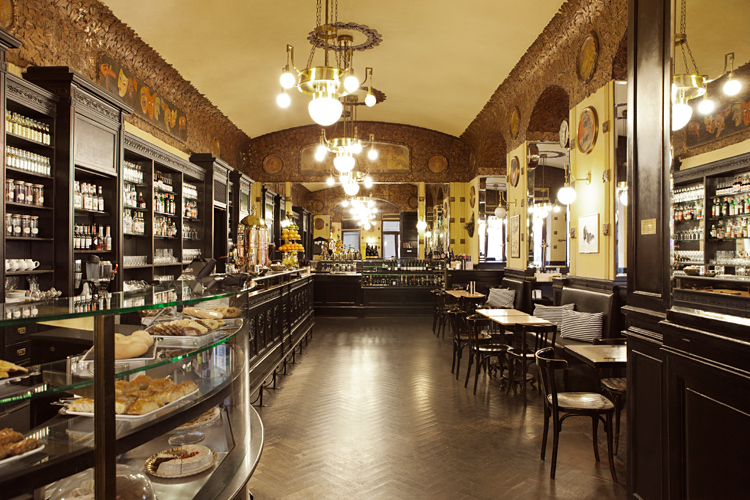
L’interno del caffè San Marco.

### I primi anni e la chiusura forzata
Il 3 gennaio 1914, al pianterreno di un edificio di proprietà delle Assicurazioni Generali, edificato nel 1912, venne inaugurato il Caffè San Marco, allora di proprietà di Marco Lovrinovich, originario di Parenzo. Subito il locale divenne ritrovo di giovani studenti e intellettuali, ma non solo: il caffè, infatti, ospitava giovani irredentisti, e funzionava anche come laboratorio di produzione di passaporti falsi per permettere la fuga in Italia di patrioti antiaustriaci. Per questi motivi, il 23 maggio 1915, un gruppo di soldati dell'esercito austroungarico penetrò all'interno del locale, lo devastò e ne decretò la chiusura permanente. Lovrinovich stesso fu cacciato brutalmente, e in seguito fu incarcerato a Liebenau, in Austria, perché si era causato volontariamente il tracoma con una soluzione batterica, allo scopo di non andare a servire nell'esercito austro-ungarico.

### Anni successivi e riapertura
Negli anni seguenti, dalla fine della prima guerra mondiale fino al termine della Seconda, il caffè San Marco giacque in uno stato di abbandono. La svolta arrivò nel secondo dopoguerra, quando, anche per iniziativa delle Assicurazioni Generali, il locale fu al centro di una serie di restauri integrali, sia sulla facciata che nell'interno. L'ultimo restauro del caffè San Marco risale al 1997, e il locale prosegue la sua attività tuttora.

### Il locale oggi
Oggi il locale ha riaperto con una nuova gestione il 27 ottobre 2013, trasformandosi in caffè, centro culturale e libreria, dopo la gestione delle sorelle Stock, descritte spesso da Claudio Magris, celebre avventore del caffè, e l'ultima di Franco Filippi dal 1997 al 2012. Rispetto al periodo 1914-1915, nell'ultimo periodo il locale proponeva due iniziative nuove: l'organizzazione di mostre di artisti locali e il servizio di ristorante, che lo ha portato a essere citato nella guida del Gambero Rosso. Nel 1989, il Caffè San Marco è stato insignito dell'onorificenza di "locale storico d'Italia".

## Avventori celebri e intellettuali
Fra gli intellettuali e gli artisti che negli anni hanno frequentato o frequentano ad oggi il Caffè San Marco, si possono ricordare:
- Fulvio Tomizza;
- Italo Svevo;
- Umberto Saba;
- James Joyce;
- Edoardo Weiss;
- Giani Stuparich;
- Scipio Slataper;
- Virgilio Giotti;
- Claudio Magris;
- Giorgio Voghera;
- José Ángel González Sainz;
- Massimiliano Sartor;
- Alessandro Marzo Magno;
- Mauro Covacich;

## Struttura del locale
Sia l'arredamento che le decorazioni estetiche del Caffè San Marco rispondono allo stile della Secessione Viennese, ancora in voga negli anni della fondazione. In particolare, le decorazioni sui soffitti e sulle pareti sono attribuite a vari artisti relativamente celebri, come il pittore secessionista Vito Timmel, anch'egli assiduo frequentatore del caffè. Queste decorazioni riprendono, in particolare, nudi maschili (metafore dei fiumi friulani, giuliani, istriani e dalmati), foglie di caffè e fiori. L'arredamento del locale è, perlopiù, in legno di mogano lavorato. In particolare, si possono notare i tavolini di marmo con sostegno in ghisa, particolari per le loro decorazioni a teste di leoni (simbolo di Venezia), che furono utilizzati dagli austriaci come prova della presenza nel locale di avventori irredentisti italiani.